# Edgar Leo Gustav Prochnik

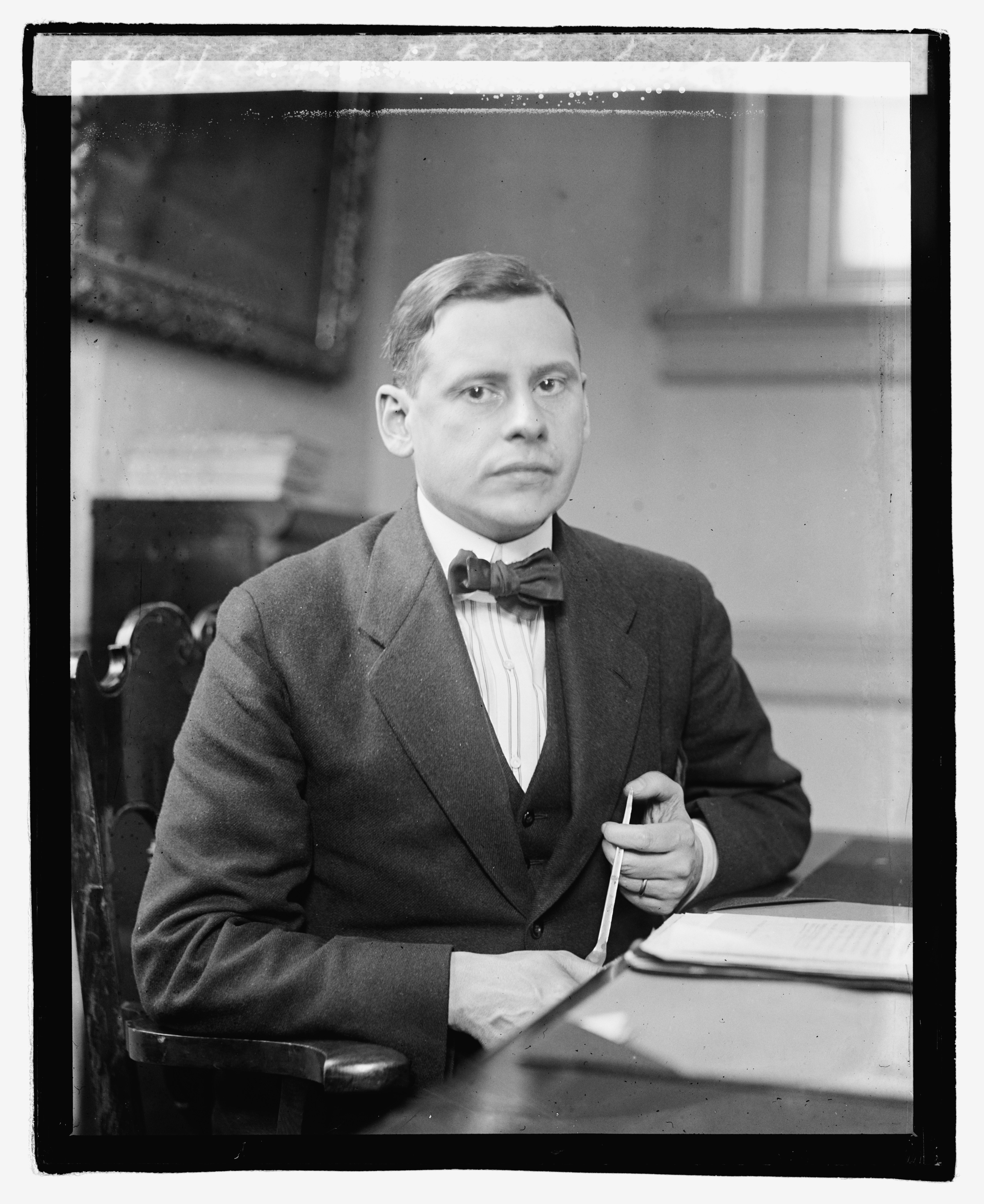
Edgar Leo Gustav Prochnik

Edgar Leo Gustav Prochnik (* 21. Januar 1879 in Amborina Niederländisch-Indien; † 12. April 1964) war ein österreichischer Diplomat.
Edgar Leo Gustav Prochnik war der Sohn von Therese Keller und Leo Johann Prochnik.
Er heiratete 1915 in Boston Gretchen Stirling James.
Er war ab 2. Dezember 1921 österreichischer Geschäftsträger in Washington, D.C.
Am 7. Mai 1925 wurde er als Envoy Extraordinary and Minister Plenipotentiary akkreditiert.